# Jüdischer Friedhof (Gleicherwiesen)
Der Jüdische Friedhof Gleicherwiesen liegt im thüringischen Gleicherwiesen, einem Ortsteil der Stadt Römhild im Landkreis Hildburghausen.

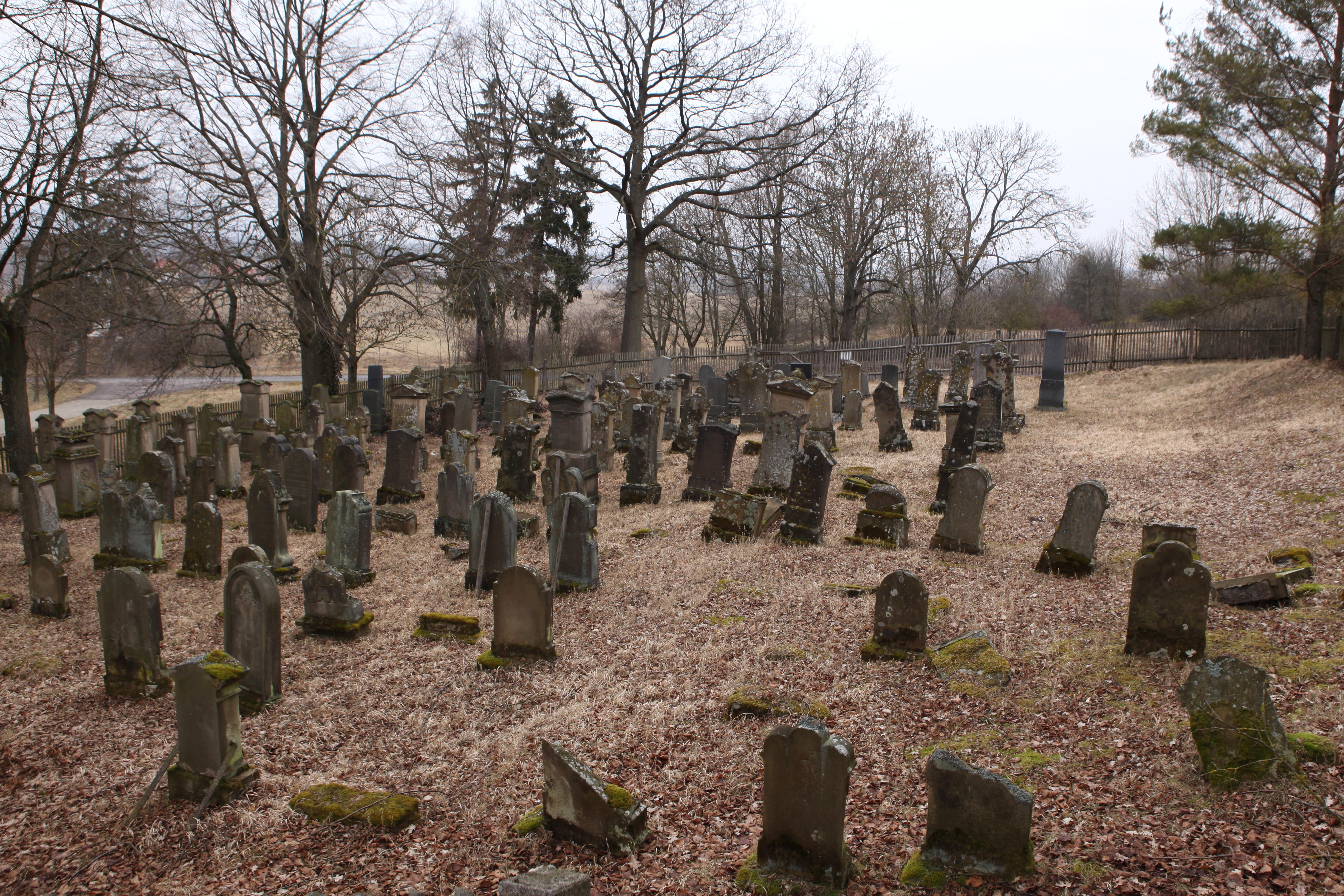
Friedhof

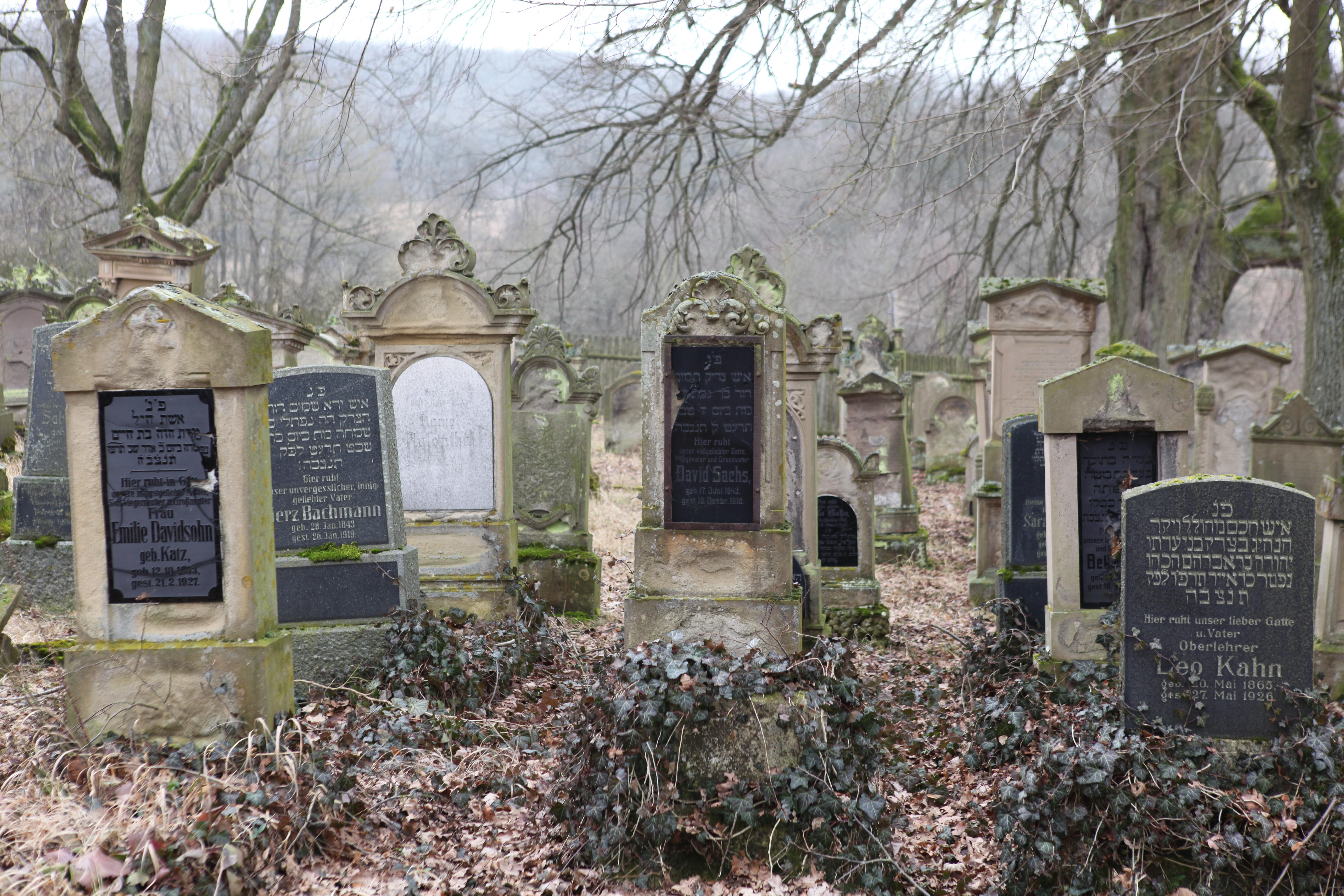
Grabsteine

## Geschichte
Die Ursprünge einer neuzeitlichen jüdischen Gemeinde in Gleicherwiesen gehen auf das Jahr 1680 zurück, als sich erstmals vier Juden niederlassen durften. 1833 hatte der Ort 189 jüdische Einwohner, 1875 waren es 233 und 1925 noch 46. Die letzten sechs wurden 1942 deportiert.
Eine Synagoge wurde 1787 eröffnet. Ihren Friedhof legte die Gemeinde 1846 an. Dort wurden ab 1885 auch die Juden aus Simmershausen bestattet. Zuvor waren die Verstorbenen vor allem in Kleinbardorf beigesetzt worden. Die letzte Beisetzung war 1940.

## Lage und Charakterisierung
Der Friedhof befindet sich südöstlich des Dorfes am Streufdorfer Weg. Es sind noch etwa 180 Grabsteine (Mazewa) vorhanden.